# Mette Winckelmann
Mette Winckelmann (født 9. maj 1971) er en dansk abstrakt samtidskunstner uddannet fra Det Kongelige Danske Kunstakademi i 2003. Winckelmann arbejder især med abstrakt maleri og stof collager med referencer til patchwork-traditionen. 
Hun blev optaget i Kraks Blå Bog i 2019. 

## Ekstern henvisning
Der er for få eller ingen kildehenvisninger i denne artikel, hvilket er et problem. Du kan hjælpe ved at angive troværdige kilder til de påstande, som fremføres i artiklen.

1. ↑  jv.dk - 23-05-2019 - Ahlers, Orry og Langer er nye navne fra Syd- og Sønderjylland Hentet 04-01-2020

- Mette Winckelmanns hjemmeside